# ام سي بي موسيقى
قناة ام سي بي MCP و هي قناة ترفيهية غنائية عراقية لعرض الأغاني و الكليبات العراقية و المصرية والعربية و تمتاز بطابعها الشبابي والمتجدد و تضم قناة ام سي بي أفضل المواهب العراقية و العربية الشابة المهتمة بالغناء و الموسيقى.
أُنشئت في عام 2010 بإدارة الشاعر ضياء الميالي والفنان نصرت البدر والمخرج رأفت البدر.

## وصلات خارجية
http://mcp-tv.0wn0.com/h4-page